# Strappo

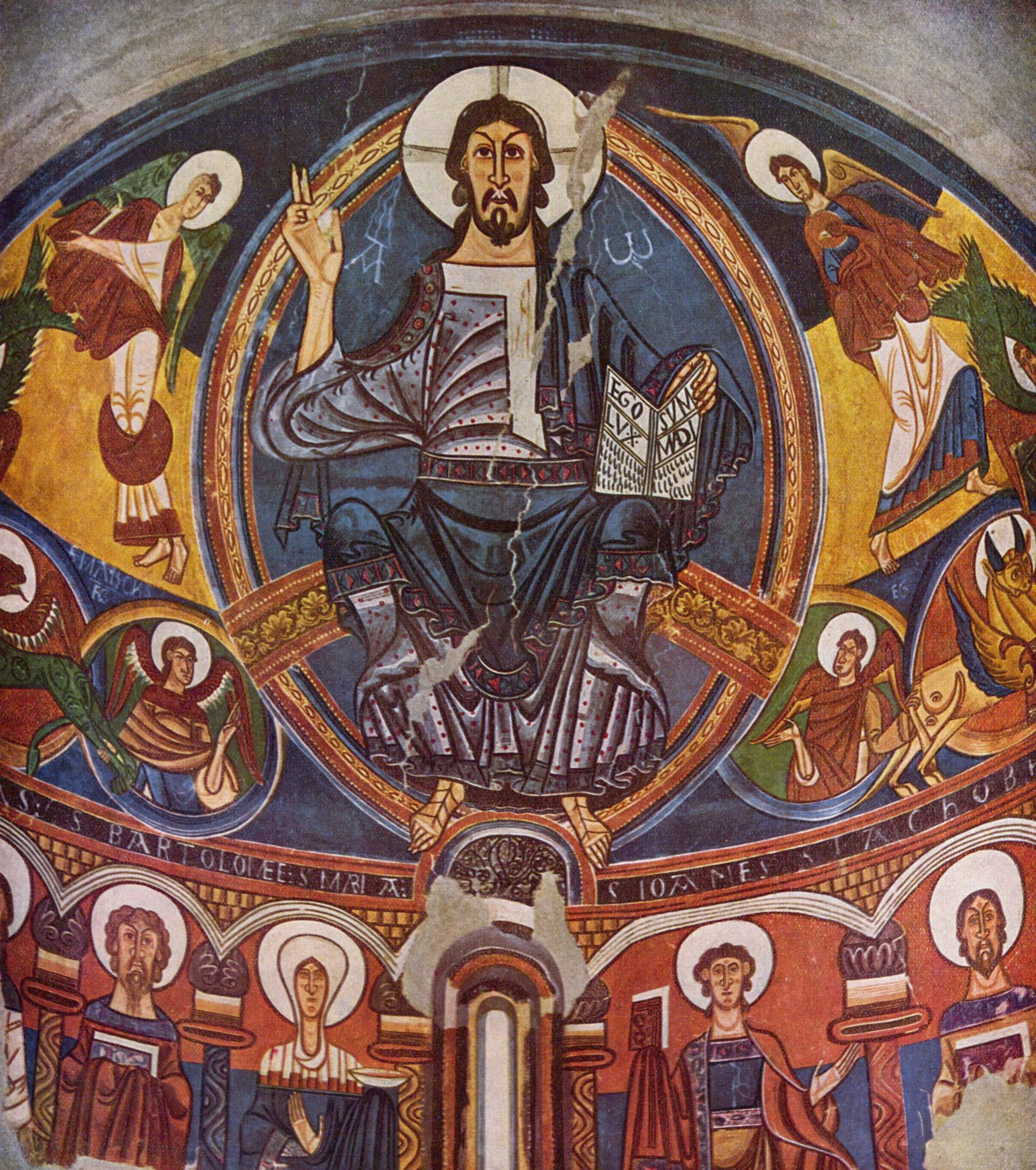
Abside centrale de San Clemente de Taüll, le Musée National d'Art de Catalogne après un retrait en strappo.

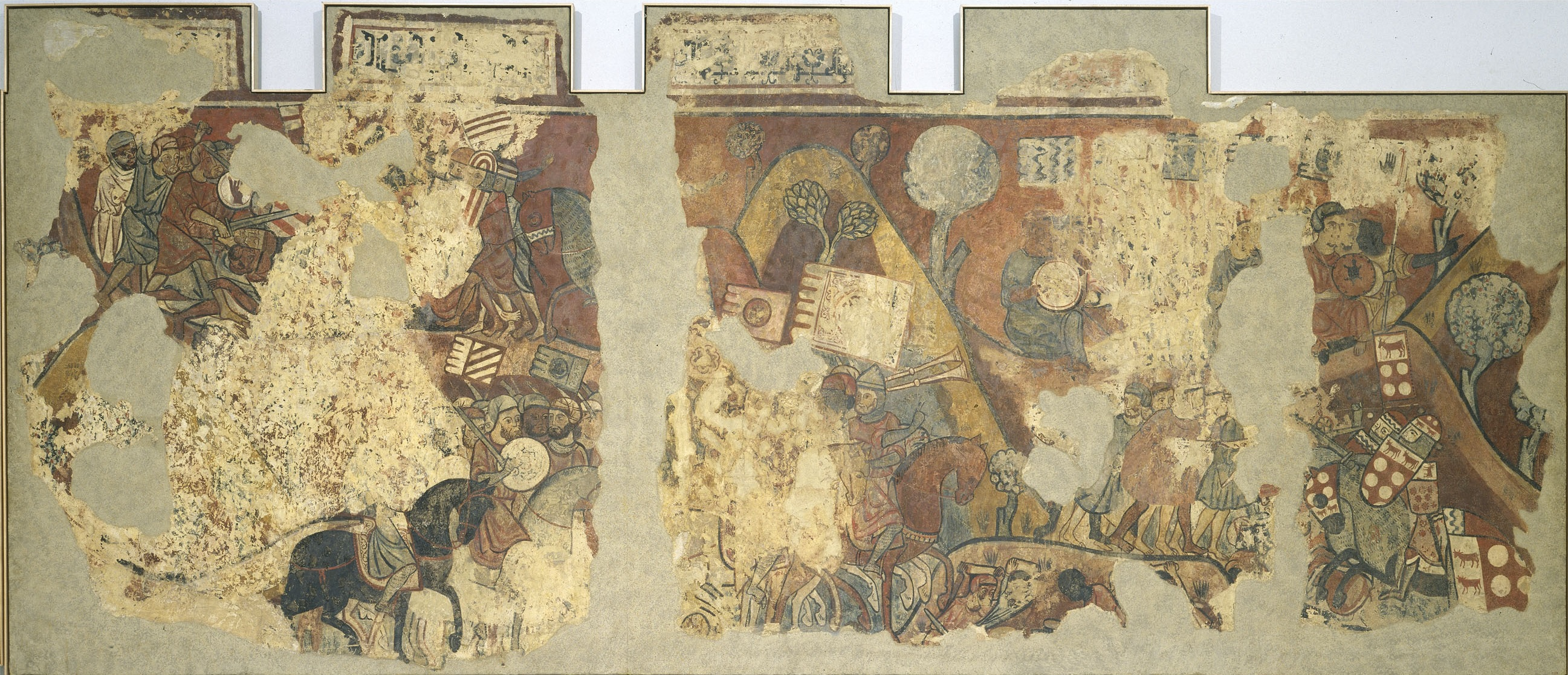
Panneau de la Bataille de Portopí d'après les peintures murales de la conquête de Majorque, transférées avec la technique du strappo au MNAC.

« Strappo » est un mot italien qui donne son nom à la technique d'élimination de la surface chromatique d'une peinture murale, avec laquelle il est possible de séparer le film qui forme la peinture du revêtement de la paroi arrière où elle se trouve.
Ce transfert est pratiqué depuis l'Antiquité. Vitruve raconte qu'en 59 av. J.-C., des peintures avaient été retirées des murs en découpant les briques et placées dans des cadres en bois pour être transportées au Comitium de Rome. L'archéologue Amedeo Maiuri a trouvé des peintures murales dans des cadres en bois lors de fouilles à Pompéi, un précurseur de l'extraction quasi massive à l'époque plus moderne qui a commencé à avoir lieu à partir des XVIIIe et XIXe siècle, parfois à des fins spéculatives par des collectionneurs privés.

## Processus
Le processus se compose de plusieurs parties :
- Le nettoyage du mur ou de la surface où se trouve le tableau doit être effectué avec soin afin de débarrasser le tableau des traces de poussière, de calcaire ou de touches de peinture superposées. Une fois toute la zone nettoyée, la couleur est fixée avec un fixateur non organique et qui altère le moins possible les couleurs d'origine[1]. Dans le passé, il était fabriqué avec de la gomme-laque décirée ou du polymère acrylique ; depuis le XXe siècle, certains restaurateurs utilisent de la époxy[2].
- Préparation de tissus en gaze et coton imbibés de colle organique hydrosoluble à chaud. Le choix des tissus et de la colle doit être bien étudié pour garantir la réussite de l’opération. La peinture que l'on souhaite retirer est recouverte avec ces tissus ; il est nécessaire de les appliquer uniformément sans laisser de vide entre le tissu et la peinture, et qu'il s'adapte parfaitement aux éventuelles irrégularités que le mur peut présenter, afin qu'au moment du retrait (strappo) il ne reste aucune trace de peinture. Il faut parfois appliquer deux à trois couches de tissus collés pour obtenir une adhérence plus forte que celle entre la peinture et le mur[3].
- Lorsque les couches sont sèches, l'artiste procède lentement et soigneusement au strappo. On le soulève en tirant sur un côté du tissu, parfois à l'aide d'une spatule, pour lui faire entraîner la couche de peinture et ainsi pouvoir l'enrouler progressivement, pour faciliter le retrait[4],[5].
- Une fois la peinture extraite, la couche support est étalée sur une surface plane, et toujours du côté de la couche où se trouve la peinture. De cette façon, toute trace de chaux ou de pâte à frire peut être facilement éliminée du mur qui aurait pu rester collée. Ensuite, de la gaze et de la toile de jute ou du tissu en lin imbibés d'une solution de colle de caséinate de calcium insoluble dans l'eau sont appliqués[4].
- Une fois la peinture transférée sur le nouveau support pour une bonne adhérence, à l'aide d'eau chaude, les tissus de la partie centrale qui avait été placée pour l'extraction sont arrachés[6].

### Autres techniques
Pour enlever les peintures principalement à fresque ainsi que la peinture murale à l'huile, au vernis ou à la cire ainsi que sur panneau, il existe d'autres techniques en plus du strappo, comme le stacco dans lequel la couche est enlevée en même temps que la couche préparatoire (ou intonaco). Enfin on retrouve la technique du stacco a massello dans laquelle la couche picturale, la couche de préparation et le support sont arrachés. Ce système est le plus coûteux à réaliser et le plus compliqué à transporter en raison du poids important impliqué dans la charge ultérieure du mur. Comme la taille du format ne peut pas non plus être très grande, l'utilisation de cette technique est limitée à de petites pièces ; c'est aussi la plus ancienne technique connue.

## Performances
Au XXIe siècle, avec les progrès de la technique de restauration de ces œuvres d'art, le traitement de ces peintures in situ devient possible. Partir pour leur strappo dans des peintures murales dont les circonstances sont minutieusement étudiées et leur transfert est inévitable, comme la ruine irréversible du bâtiment où ils se trouvent ou la construction d'un marais dans lequel se trouve un bâtiment qui doit être inondé.

D'autres raisons de transfert peuvent être le risque auquel le tableau peut être confronté en raison du changement du bâtiment pour une nouvelle fonction, l'emplacement d'églises ou d'ermitages mal gardés ou abandonnés dans des endroits éloignés avec un risque possible de vol. De nombreuses églises romanes catalanes se trouvaient dans ce dernier cas, comme le monastère de Santa María de Mur. C'est pourquoi leurs peintures murales ont été transférées au Musée national d'art de Catalogne au début du XXe siècle, alors qu'elles avaient déjà commencé à être vendues à des collectionneurs ou qu'elles avaient commencé à subir des inondations comme celles qu'a connues Florence lors du débordement de l'Arno en 1966.Selon le Conseil international des monuments et des sites (ICOMOS) :

« l'enlèvement et le transfert sont des opérations dangereuses, radicales et irréversibles qui affectent sérieusement la composition physique, la structure matérielle et les caractéristiques esthétiques des peintures murales. Ces opérations ne sont donc justifiées que dans des cas extrêmes, lorsque toutes les options de traitement "in situ" ne sont pas réalisables. Les peintures (murales) enlevées doivent être replacées à leur emplacement d'origine. »